# Eduard Holbein
Eduard Holbein, né en 1807 à Berlin et mort le 19 février 1875 dans la même ville, est un peintre et graveur allemand.

## Biographie
Eduard Carl Friedrich Holbein naît en 1807 à Berlin.
Il est étudiant à l'académie de Berlin, puis de 1832 à 1839 est élève de Carl Joseph Begas.
Il fait ses débuts professionnels à Berlin vers 1830. En 1853, il devient professeur à l'académie de Berlin.
Eduard Holbein meurt le 19 février 1875 dans sa ville natale.

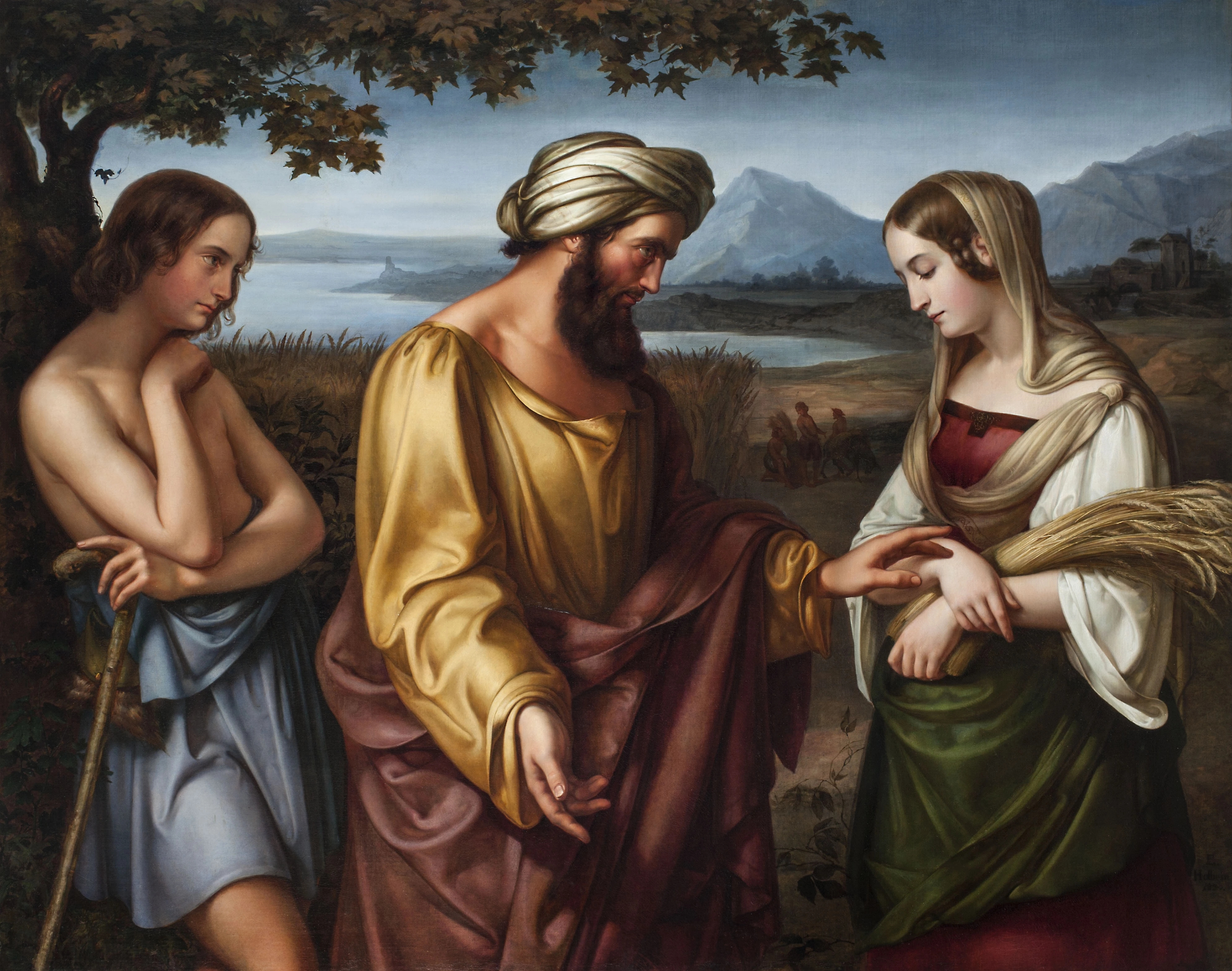
Ruth et Booz (1830).
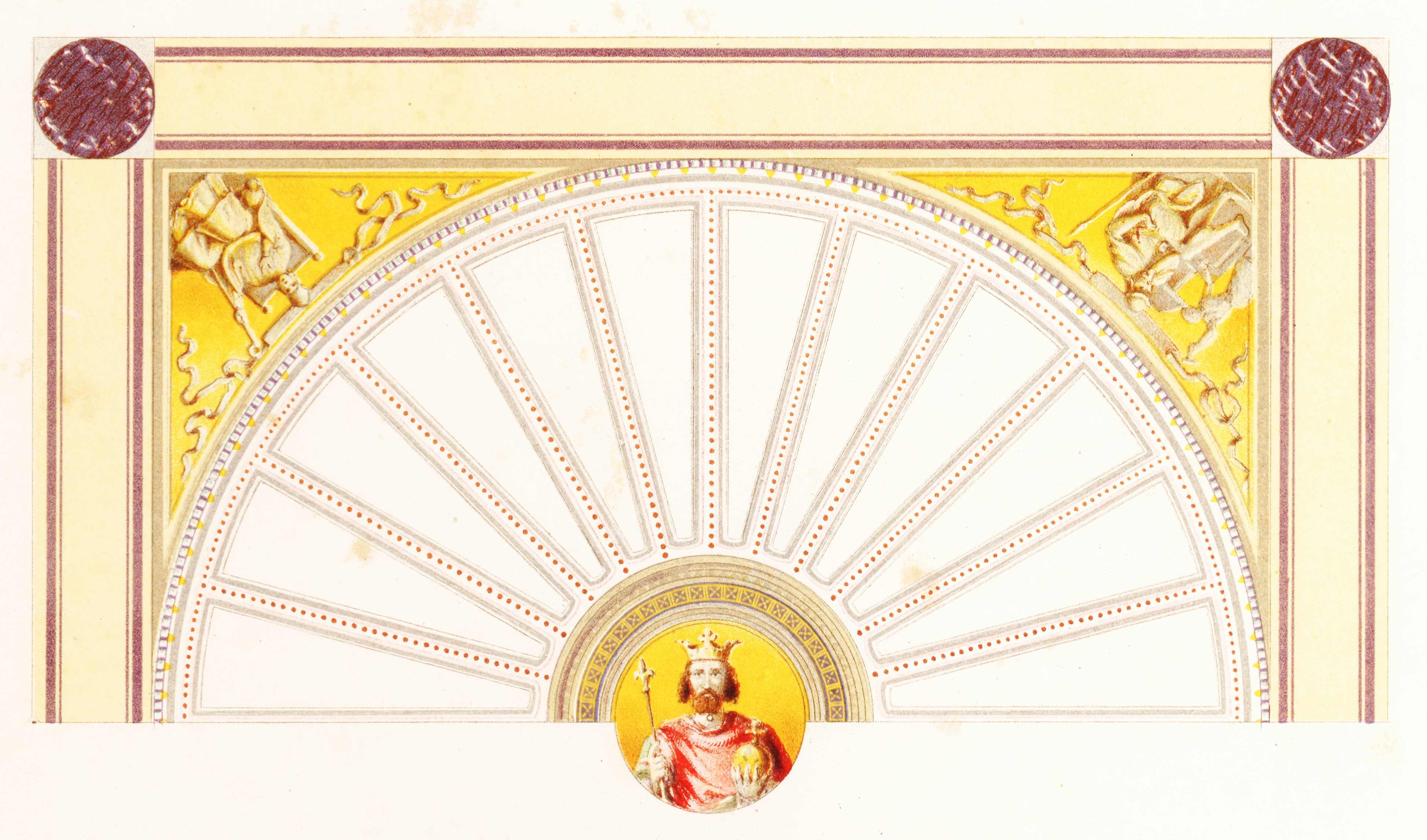
Lithographie des peintures au plafond avec des portraits d'empereurs d'Eduard Holbein au Neues Museum, Berlin (1862).